# Erysimum scoparium
Erysimum scoparium là một loài thực vật có hoa trong họ Cải. Loài này được (Brouss. ex Willd.) Wettst. mô tả khoa học đầu tiên năm 1889.